# Витрина DC: Супермен/Шазам! – Возвращение Чёрного Адама
Витрина DC: Супермен/Шазам! – Возвращение Чёрного Адама — короткометражный мультипликационный фильм, основанный на комиксах о супергероях DC Comics. Является четвёртым из серии «Витрина DC». Фильм вышел 9 ноября 2010 года.

## Сюжет
Чёрный Адам возвращается на Землю. Юный Билли Бэтсон, сирота, встречается с Кларком Кентом в кафе. Внезапно появляется Чёрный Адам и пытается убить мальчика. Супермен защищает Билли, но магия Чёрного Адама подавляет его.
Билли прячется в метро, где встречает волшебника Шазам, который дарует мальчику свою силу. Стоит только воскликнуть: «Шазам!» и он обретает сверхспособности — превращается во взрослую версию себя под именем Капитан Марвел. Вместе с Суперменом они побеждают Чёрного Адама.

## Роли озвучивали
- Шазам — Джеймс Гарнер
- Кларк Кент/Супермен — Джордж Ньюберн
- Чёрный Адам — Арнольд Вослу
- Билли Бэтсон — Зак Каллисон
- Капитан Марвел — Джерри О’Коннелл
- Мистер Тауки Тони - Кевин Майкл Ричардсон